# دانشگاه گیرنه
دانشگاه گیرنه (ترکی استانبولی: Girne Üniversitesi)اولین دانشگاه قبرس شمالی و متخصص در مطالعات دریایی که در سال ۲۰۱۳ به عنوان اولین دانشگاه قبرش شمالی تأسیس شد.

## دانشکده‌ها
- مطالعات دریایی: گروه عرشه، گروه مهندسی دریایی
- مدیریت دریایی و مدیریت: گروه مدیریت دریایی و مدیریت، گروه حمل و نقل دریایی و حمل و نقل
- علوم دریایی: گروه زیست‌شناسی دریایی، محیط زیست و اقیانوس شناسی، گروه تکنولوژی شیلات

## آکادمی
- آکادمی دریایی فناوری: وزارت حمل و نقل دریایی و مدیریت (عرشه)، گروه مدیریت دریایی و عملیات، گروه ماشین آلات کشتی

## دانشکده‌های تحصیلات تکمیلی
- مطالعات دریایی